# Gastone Zotto
Gastone Zotto (Saccolongo, 4 maggio 1940) è un compositore e direttore di coro italiano.

## Biografia
Ha appreso l'arte della composizione musicale, studiando a Vicenza, Venezia e Padova con Wolfango Dalla Vecchia, e perfezionandosi poi a Siena con Franco Donatoni. 
In diretta collaborazione con Silvio Ceccato ha condotto per molti anni Studi di Ricerca presso il Centro di Cibernetica e Attività Linguistiche dell'Università degli Studi di Milano sulle tematiche della Logonica o Cibernetica mentale, con preferenziale riferimento all'operare mentale inerente al far Musica. 
Membro del CIDDO Centro Internazionale di Didattica Operativa, Laboratorio permanente di Studio, Ricerca e Formazione nel campo della Didattica secondo gli indirizzi formulati nell'ambito degli studi della Scuola Operativa Italiana e del Costruttivismo radicale degli Stati Uniti.
Ha conseguito alcuni Diplomi di Conservatorio, tra i quali quello di Composizione, aggiungendovi più tardi la Laurea, la Specializzazione e, più di recente, il Dottorato di Ricerca, elaborando con il massimo dei voti e la lode una Tesi ad indirizzo antropologico sul tema: `L'originario del sacro in musica, Riflessioni di carattere estetico-mentale ed esemplificazioni storiche correlate´. 
Ha insegnato Cultura musicale generale e Musica Corale e Direzione di Coro presso i Conservatori di Rovigo, Ferrara e Padova. 
È stato Direttore dei Conservatori di Vicenza, Mantova, Castelfranco Veneto e Udine. 
Esperto di didattica musicale è stato membro della Società Italiana per l'Educazione Musicale e coordinatore nazionale a Roma del Gruppo ministeriale incaricato della stesura dei Programmi sperimentali di Musica per il biennio e il triennio delle scuole medie superiori.
Più volte membro ed anche presidente di Giuria in Concorsi nazionali ed internazionali sia di esecuzione, sia di composizione corale, come Vittorio Veneto, Gorizia, Torino, Venezia, Trieste, Castelfranco Veneto, Malcesine (VR), ecc.
Premiato -anche come primo assoluto- in numerosi Concorsi di Composizione di carattere internazionale e nazionale.
Ha pubblicato con molte importanti Case editrici: Suvini Zerboni (Milano), Ricordi/Zanibon (Padova), EurArte (Lecco) e Pizzicato (Udine),  Pàtron (Bologna), Paoline (Milano), Quattro Venti (Urbino), Zanibon (Padova) e Armelin (Padova). . 
Ha collaborato con riviste specializzate come l'Offerta Musicale diretta da Giovanni Acciai e la Cartellina diretta da Marco Boschini.
Succedendo ad Efrem Casagrande ed a Bruno Pasut, è stato per due mandati consecutivi Presidente dell'ASAC Veneto, l'Associazione più rappresentativa e qualificata della Coralità Regione Veneta.

## Pubblicazioni

### In volume
- Dalla Cibernetica all´Arte musicale (in collaborazione con S. Ceccato e G. Porzionato), Padova, Zanibon/Ricordi, 1980.
- Pensare in musica (in collaborazione con M. Baghin), Bologna: Edizioni Pàtron, 1981.
- Il suono intelligente, Esperienze e proposte di psicodidattica musicale con Traccia didattica: Il suono dalla cronaca alla musica, Padova: Zanibon/Ricordi, 1983.
- Il primo libro di musica, Milano: Edizioni Paoline, 1987.
- Scuola e paesaggio sonoro, Urbino: Edizioni Universitarie Quattro venti, 1987.
- Grandi Artisti dell´Insegnamento Musicale, Sintetico profilo metodologico e annotazioni informative su: Edgar Willems - Justine Ward - Maria Montessori - Laura Bassi - Carl Orff - Rosa Agazzi - Guido d´Arezzo - Zoltán Kodály - Emile Jaques-Dalcroze, a cura di Linda Magaraggia, Padova: Edizioni Armelin/Musica, 2008.
- Lègger cantando - Corso di Teoria e Gnufeggio per un facile avvio alla lettura della musica - 6 fascicoli con 50 schede/lezione,  EurArte EA P0745, Varenna (Lecco), 2010.
- L'originario del sacro in musica, Riflessioni di carattere estetico-mentale ed esemplificazioni storiche correlate, Prefazione di Aldo N. Terrin, Roma, Edizioni Aracne, 2018.

### In partitura musicale
- Cantar Veneto, Nove elaborazioni per coro di voci pari e dispari, Milano: Edizioni Suvini Zerboni, 1983.
- Cantilene, Filastrocche, Tiritere (Dieci), per voce, pianoforte, e per voce, pianoforte e strumentini a percussione, Milano: Edizioni Suvini Zerboni, 1992.
- Natale in... canto, 6 brani per Coro a 4 voci pari (femminili o virili) tratti dalla tradizione popolare, Varenna (LC), Edizioni EurArte (EA P0364), 2003.
- I giorni della luce, 6 brani per Coro a 4 voci miste tratti dalla tradizione popolare, Varenna (LC), Edizioni EurArte (EA P0365), 2003.

| Controllo di autorità | SBN CFIV006389 |